# Q (rovás)
A rovás Q a székely-magyar rovásban használatos betű.

Idegen betűk átírási lehetőségei rovásra

## Hangértéke
A Q betűt a rovásban a KV betűpárral vagy az erre a célra használt rovás Q betűvel írjuk át.
- Aquincum
- Akvinkum

## Története

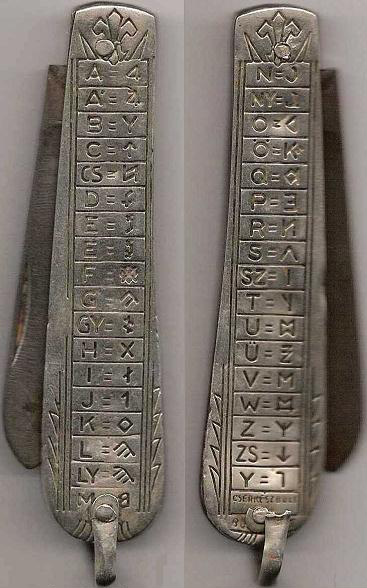
Cserkészkés, rovás ábécéje a Q, W, Y rovásjeleivel, (1927)

### 1629
Csaknem négy évszázada léztezik a Q rovásjele. Bonyhai Moga Mihály ábécéjében láthatjuk az első kísérletet a latin ábécében fellelhető Q rovásváltozatának lejegyzésére.

### 1930-as évek
Cserkészkés, rovásábécével.

### 1994, 2001
Vér Sándor könyve. Kézirata már 1994-ben kész volt, személyes másolatokban került terjesztésre.

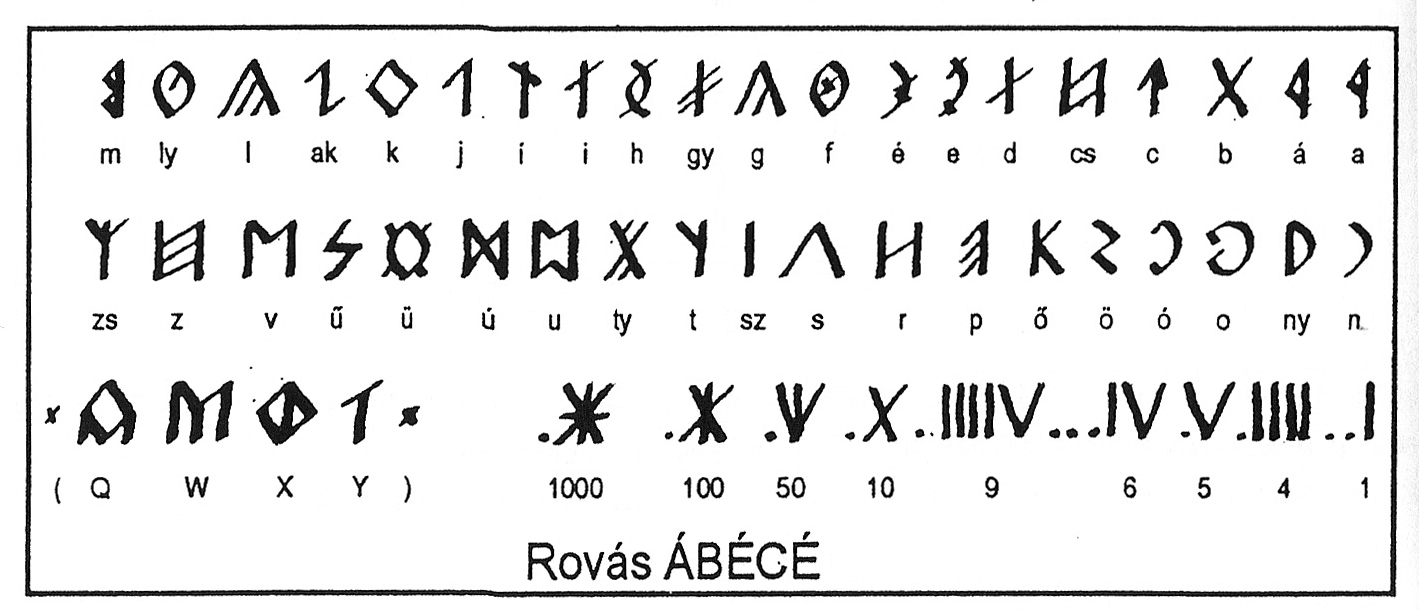
Vér Sándor rovás ÁBÉCÉ, 1996

### 2008
Élő Rovás szaktanácskozáson a Q jellel is foglalkozott egy munkacsoport (Idegen nevek átírása, a Q, W, Y, X, DZS, DZ betűk).
- Szabványjavaslat: A tanácskozás résztvevői határozatban támogatták a székely-magyar rovásnak az Unicode szabványosítás számára Dr. Hosszú Gábor által készített és az Élő Rovás Tanácskozáson bemutatott szabványtervezetét (N3527 Archiválva 2008. december 21-i dátummal a Wayback Machine-ben), amely tartalmazza a Q rovásjelét is.

## Számítástechnikai megjelenítése

A korszerű székely-magyar rovás abc

### Betűkészlet
Ingyenesen letölthető a Rovás Kiterjesztett JB helyről. A hozzá tartozó kódtáblázat a kódtábla helyről érhető el.

## Forrásművek

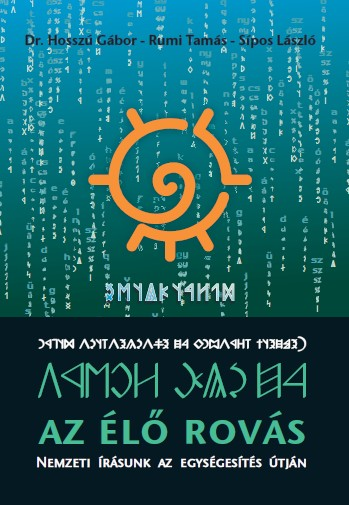
Az Élő Rovás

- Élő rovás szaktanácskozás könyve Élő Rovás - Nemzeti írásunk a szabványosítás útján. Imagent Kft. – Wou kft., Budapest, 2008. 1. kiadás ISBN 9789638796714
- Élő rovás szaktanácskozás könyve Élő Rovás - Nemzeti írásunk az egységesítés útján. Imagent Kft. – Wou kft., Budapest, 2010. 2. kiadás ISBN 9789638796752
- Für Zoltán: A magyar rovásírás ábécés könyve, Püski, 1999.
- Vér Sándor (2001): Életfa. Szeged: Bába és Társai, 2001 (Első kiadás), 2003 (Második kiadás), 2008 (Harmadik kiadás).
- Gábor Hosszú (2011): Heritage of Scribes. The Relation of Rovas Scripts to Eurasian Writing Systems.  First edition. Budapest: Rovas Foundation, ISBN 978-963-88437-4-6, available in Google Books at https://books.google.hu/books?id=TyK8azCqC34C&pg=PA1
- Kéki Béla: Az írás története, Gondolat, 1971.
- Rumi Tamás - Sípos László: Rovás Alapismeretek, 2010. ISBN 978-963-88437-1-5

## Székely-magyar rovásírásra átíró szövegszerkesztők
- Latin-kárpát-medencei rovásra átíró program
- Kliha Gergely által készített Firefox bővítmény, amely kárpát-medencei és székely-magyar rovásra is át tud alakítani